# Intervention (folkrätt)
För andra betydelser, se Intervention.
| Intervention |
| --- |
| - Betydelse – ingripande i militär konflikt - Orsak – bevara status quo, förändra status quo, bevara fred - Exempel – Vietnamkriget (av USA), afghanska inbördeskriget (av Sovjet), libyska inbördeskriget (av Nato-ledd koalition) |

Intervention (efter senlatinets interventio, 'emellankommande', 'avbrytande', 'inskridande') är någons ingripande i en pågående militär konflikt, med eller utan militära medel. Exempel på interventioner är när USA på 1960-talet intervenerade i det redan påbörjade Vietnamkriget och Sovjetunionens ingripande i det afghanska inbördeskriget i slutet på 1970-talet. Internationellt ledda interventioner skedde 1950 i striderna i på Koreahalvön och 2011 i inbördeskriget i Libyen; i båda fallen skedde det efter att FN:s säkerhetsråd hade gett sitt godkännande.
En intervention kan också sättas i verket, i syfte att bevara freden eller tvinga fram ett (snabbt) slut på en militär konflikt. Detta blir då en form av fredsbevarande operation. En humanitär intervention görs för att stoppa svält, anarki eller grova övergrepp. Denna typ av agerande motiverade Nato-ingripandena i Bosnienkriget 1992 och i Kosovo 1999.
Interventioner kan ofta vara kontroversiella och bli föremål för ifrågasättande av minst en av de inblandade parterna som andra länder. Detta är särskilt fallet när det görs utan stöd av Förenta nationerna. För att undvika eller minska risken för intervention kan man skriva ett noninterventionsavtal.
Ordet intervention (som har flera olika betydelser) finns i svensk skrift sedan cirka 1675.